# Wehrkraftzersetzung

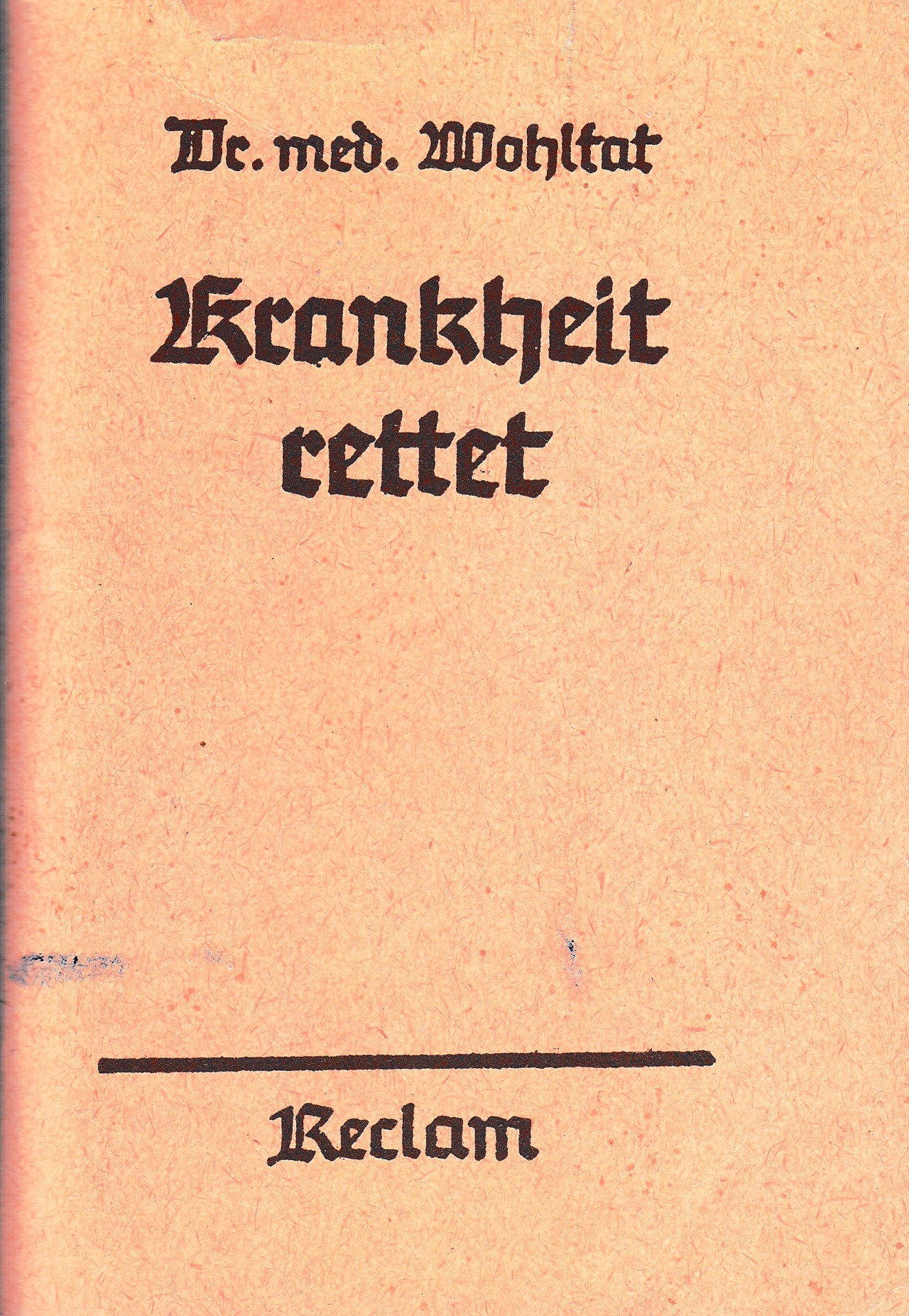
Wehrkraftzersetzung durch Anleitung zur Simulation von Krankheiten, hier eine Tarnschrift von 1943, die ein Heft von Reclams Universal-Bibliothek imitiert.

Zersetzung der Wehrkraft (oder Wehrkraftzersetzung) war die Bezeichnung für einen grundsätzlich mit Todesstrafe bedrohten Straftatbestand im nationalsozialistischen Deutschland, der 1938 in der Kriegssonderstrafrechtsverordnung (KSSVO) neu gefasst und am 26. August 1939 kurz vor Kriegsbeginn (1. September 1939) im Reichsgesetzblatt veröffentlicht wurde. Zu den aufgeführten Tatbeständen gehörten Kriegsdienstverweigerung, defätistische Äußerungen und Selbstverstümmelung.
Der Tatbestand der Wehrkraftzersetzung war von den Protagonisten der NS-Militärjustiz bereits frühzeitig, vermutlich seit 1934, als Ergänzung des Wehrrechts gefordert und in der Folgezeit immer wieder in verschiedenen Ausformungen angeregt worden. Es galt Situationen wie in der Novemberrevolution 1918 mit strafrechtlichen Mitteln und unter exzessiver Anwendung der Todesstrafe zu verhindern, um derart „revolutionäre Erscheinungen“ und „seelische Zersetzung(en)“ zu unterdrücken.
Die weitgefassten Formulierungen im Gesetz, eine extensive Auslegung des Begriffs der „Öffentlichkeit“ und die Ausrichtung am „gesunden Volksempfinden“ ermöglichten zahlreiche Urteile mit drakonischen Strafen, die für viele Deutsche zum „Inbegriff des Terrors“ wurden.

## Definition
In § 5 der Kriegssonderstrafrechtsverordnung (RGBl. I 1939, S. 1455) werden die weitgefassten Tatbestandsmerkmale einer „Zersetzung der Wehrkraft“ beschrieben:

„1. Wer öffentlich dazu auffordert oder anreizt, die Erfüllung der Dienstpflicht in der deutschen oder einer verbündeten Wehrmacht zu verweigern, oder sonst öffentlich den Willen des deutschen oder verbündeten Volkes zur wehrhaften Selbstbehauptung zu lähmen oder zu zersetzen sucht;

2. wer es unternimmt, einen Soldaten oder Wehrpflichtigen des Beurlaubtenstandes zum Ungehorsam oder zur Widersetzung oder zur Tätlichkeit gegen einen Vorgesetzten oder zur Fahnenflucht oder unerlaubten Entfernung zu verleiten oder sonst die Manneszucht in der deutschen oder einer verbündeten Wehrmacht zu untergraben;

3. wer es unternimmt, sich oder einen anderen durch Selbstverstümmelung, durch ein auf Täuschung berechnetes Mittel oder auf andere Weise der Erfüllung des Wehrdienstes ganz, teilweise oder zeitweise zu entziehen.“

## Strafrahmen
§ 5 der Kriegssonderstrafverordnung leitet noch vor der Auflistung der Tatbestände mit der Strafandrohung der Todesstrafe ein. Erst nach der Aufzählung der Tatbestandsmerkmale folgen Einschränkungen des Strafmaßes für minder schwere Fälle:

„(1) Wegen Zersetzung der Wehrkraft wird mit dem Tode bestraft:

[… Aufzählung der Tatbestandsmerkmale]

(2) In minder schweren Fällen kann auf Zuchthaus oder Gefängnis erkannt werden.

(3) Neben der Todes- und der Zuchthausstrafe ist die Einziehung des Vermögens zulässig.

(4) Wer leichtfertig unrichtige oder unvollständige Angaben macht, die dazu bestimmt sind, sich oder einen anderen von der Erfüllung des Wehrdienstes ganz, teilweise oder zeitweise freistellen zu lassen, wird mit Gefängnis bestraft.“

Mehrere Ergänzungen durch einen § 5 a verschärften die Strafen und vergrößerten den Ermessensspielraum der Richter. Die Erste Verordnung zur Ergänzung der Kriegssonderstrafrechtsverordnung vom 1. November 1939 (RGBl. I, S, 2131) gestattete die Überschreitung des regelmäßigen Strafrahmens und ermöglichte ein Todesurteil, wenn es „die Aufrechterhaltung der Mannszucht oder die Sicherheit der Truppe erfordert“. Durch die Vierte Ergänzungsverordnung vom 31. März 1943 (RGBl. I, S. 261) wurden rückwirkend auch Beschuldigte einbezogen, wenn „der Täter einen besonders schweren Nachteil für die Kriegsführung oder die Sicherheit des Reiches verschuldet“ hatte; es wurde ins richterliche Ermessen gestellt, den regelmäßigen Strafrahmen zu überschreiten, wenn dieser „nach gesundem Volksempfinden“ zur Sühne nicht ausreiche. In einer Fünften Verordnung zur Ergänzung der Kriegssonderstrafverordnung vom 5. Mai 1944 (RGBl. I, S. 115) wurde dies auch bei fahrlässigen Handlungen zulässig, wenn ein besonders schwerer Nachteil die Folge sei.

## Zuständigkeit von Gerichten
Im Rahmen der Militärgerichtsbarkeit waren zu Kriegsbeginn gemäß der Kriegsstrafverfahrensordnung (KStVO) die Feldkriegsgerichte und das Reichskriegsgericht für alle Fälle von Wehrkraftzersetzung zuständig. Mit einer 7. Durchführungsverordnung zur KStVO vom 18. Mai 1940 (RGBl. I, S. 787) wurde die ausschließliche Zuständigkeit des Reichskriegsgerichts bei Wehrkraftzersetzung eingeschränkt. Alle Fälle von Kriegsdienstverweigerung verblieben bei der Militärgerichtsbarkeit. Für Zivilpersonen übertrug das Reichsjustizministerium ansonsten die Zuständigkeit am 17. Mai 1940 zunächst den Sondergerichten und Strafsenaten bei den Oberlandesgerichten. Durch Verordnung vom 29. Januar 1943 (RGBl. I, S. 76) erhielt der Volksgerichtshof grundsätzlich die Zuständigkeit für alle Fälle „öffentlicher Zersetzung“ sowie – auf Antrag – auch Fälle „Vorsätzlicher Wehrdienstentziehung“ nach § 5 Absatz 1 Nr. 1 und 3 der Kriegssonderstrafrechtsverordnung.

## Urteile

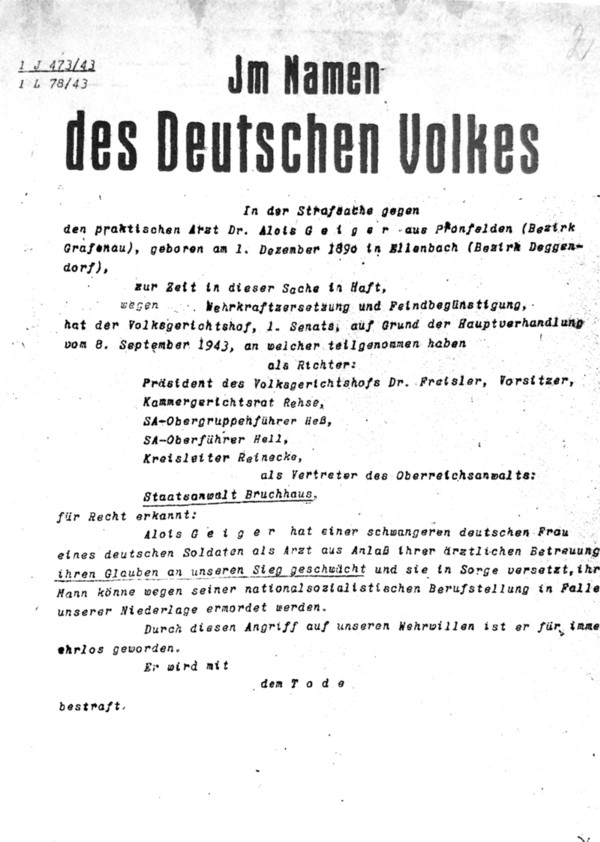
Todesurteil des Volksgerichtshofs vom 8. September 1943 gegen den Arzt Alois Geiger

Bis zum 30. Juni 1944 waren laut Wehrmachtkriminalstatistik 14.262 Verurteilungen wegen „Wehrkraftzersetzung“ ergangen. Aktenverluste insbesondere auch beim Zentralgericht des Heeres, das 1944 für den Tatbestand der Wehrkraftzersetzung im Ersatzheer zuständig wurde, lassen keine genaueren Zahlenangaben über die einschlägigen Urteile der Wehrmachtgerichte zu. Im zweiten Quartal 1943 ergingen 211 Todesurteile; im zweiten Quartal 1944 fällten die Militärgerichte 343 Todesurteile wegen Zersetzung der Wehrkraft.
Nach vorsichtigen Schätzungen wurden von zivilen Gerichten 16.560 Todesurteile gefällt; unter ihnen befanden sich zahlreiche Polen aus den eingegliederten Ostgebieten und Ausländer. Allein der Volksgerichtshof verurteilte bis zum Jahresende 1944 insgesamt 5214 Personen zum Tode. Eine lückenlose zahlenmäßige Aufstellung der wegen des Tatvorwurfs „Zersetzung der Wehrkraft“ zum Tode Verurteilten liegt nicht vor. Der ab Anfang 1943 hauptsächlich für Fälle „öffentlicher Zersetzung“ zuständige Volksgerichtshof fällte bis Januar des Folgejahres 124 Todesurteile wegen Wehrkraftzersetzung.  Auch die Angaben von Standgerichten sind nur lückenhaft überliefert. Auch bei den Endphaseverbrechen unmittelbar vor Kriegsschluss spielte der Vorwurf oftmals eine Rolle.

### Kriegsdienstverweigerer
Die größte Anzahl von Kriegsdienstverweigerern kam aus der Gruppe der Zeugen Jehovas, von denen im Verlauf der nationalsozialistischen Herrschaft mehr als zehntausend inhaftiert wurden. Eine weitere, kleinere Gruppe von Kriegsdienstverweigerern kam aus der kleinen Religionsgemeinschaft der Reformadventisten. Vor Inkraftsetzung der Kriegssonderstrafrechtsverordnung wurden Kriegsdienstverweigerer lediglich wegen Gehorsamsverweigerung oder „Fahnenflucht aus nicht unehrenhaften Gründen“ mit Gefängnis bestraft. Nach Darstellung von Manfred Messerschmidt hätten Richter eine solche rechtliche Einordnung auch weiterhin heranziehen können, selbst dann, wenn Adolf Hitler den Bibelforschern offenbar keine Sonderstellung habe zubilligen wollen.
Für die Aburteilung von Kriegsdienstverweigerern aus religiösen Beweggründen war ausschließlich das Reichskriegsgericht zuständig. Gegen die „hartnäckigen Überzeugungstäter“ wurden wegen einer vermuteten „propagandistischen Wirkung“ ihres Verhaltens regelmäßig Todesurteile ausgesprochen. Nach Interventionen von Seelsorgern gingen die Richter dazu über, den zum Tode Verurteilten bis zur Vollstreckung die Möglichkeit eines Widerrufs einzuräumen. Dann wurde auf eine Gefängnisstrafe von drei bis vier Jahren erkannt, die nach Kriegsende zu verbüßen gewesen wäre.

### Begriff der Öffentlichkeit
Im § 5 (1) wurde mit Strafe bedroht, „wer öffentlich den Willen des deutschen oder verbündeten Volkes zur wehrhaften Selbstbehauptung zu lähmen oder zu zersetzen sucht.“ Für das Tatbestandsmerkmal der „Öffentlichkeit“ entwickelte das Reichskriegsgericht bereits im ersten Halbjahr 1940 eine weite Auslegung: Auch wenn eine Äußerung lediglich in einem abgeschlossenen oder begrenzten Personenkreis gemacht wurde, man jedoch damit habe rechnen müssen, dass die Äußerung über diesen Kreis hinaus weitergetragen würde, sei dies als „öffentlich“ zu bewerten. Damit machte sich das Reichskriegsgericht inhaltlich eine Bestimmung zu eigen, die es im Heimtückegesetz vorfand. Das Tatbestandsmerkmal der „Öffentlichkeit“ wurde ersetzt durch die bloße, kaum widerlegbare Vermutung, die „zersetzende Äußerung“ könnte publik werden.
Als der Volksgerichtshof Anfang 1943 die Zuständigkeit für alle Fälle „öffentlicher Zersetzung“ im Zivilbereich erhielt, übernahm er diese Interpretation. Vergeblich intervenierte Reichsjustizminister Otto Georg Thierack in einem Schreiben an Roland Freisler: Wenn alles, was politisch geredet werde, grundsätzlich als öffentlich gesagt angesehen werden sollte, würde das bewusst eingefügte Tatbestandsmerkmal der „Öffentlichkeit“ im § 5 KSSVO keinen Sinn mehr haben.
Freie Meinungsäußerungen waren damit selbst in privater Umgebung gefährlich; stets drohte die Gefahr, Opfer einer Denunziation zu werden.

### Heimtückegesetz und KSSVO
Im Heimtückegesetz war unter Androhung von Gefängnisstrafe gestellt, wer eine „… gröblich entstellte Behauptung tatsächlicher Art aufstellt oder verbreitet, die geeignet ist, das Wohl des Reichs oder das Ansehen der Reichsregierung […] schwer zu schädigen“. Der § 5 der Kriegssonderstrafrechtsverordnung definiert als Straftäter, wer „den Willen des deutschen oder verbündeten Volkes zur wehrhaften Selbstbehauptung zu lähmen oder zu zersetzen sucht“. Es gab kaum eine kritische Äußerung, die nicht in diesem Sinne als Wehrkraftzersetzung gedeutet werden und damit zum Todesurteil führen konnte. Als „nicht mehr tragbar und grundsätzlich todeswürdig“ wurden in einer Zusammenstellung von 1943/1944 folgende Äußerungen aufgeführt:

„Der Krieg sei verloren; Deutschland oder der Führer hätten den Krieg sinnlos oder frivol vom Zaune gebrochen […]; die NSDAP solle oder werde abtreten und […] den Weg zum Verständnisfrieden freimachen; eine Militärdiktatur müsse errichtet werden und werde Frieden schließen können; ein Eindringen des Bolschewismus sei nicht so schlimm, wie es die Propaganda schildere […]; Mundpropaganda und Feldpostbriefe mit der Aufforderung, die Gewehre wegzuwerfen oder umzudrehen; der Führer sei krank, unfähig, ein Menschenschlächter usw.“

In den Meldungen aus dem Reich wurde dargelegt, dass defätistische Äußerungen in den ersten Kriegsjahren allenfalls nach dem Heimtückegesetz verfolgt worden seien und ein Missverhältnis von Todesurteilen des Volksgerichtshofes zu den milderen Urteilen unterer Gerichte (Sondergerichte und Strafsenate bei Oberlandesgerichten) entstanden sei. Daher sei eine zentrale Sichtung durch den Volksgerichtshof zu begrüßen; dieser könne auch die politische Bedeutung der Fälle besser beurteilen.

## Vollstreckung der Todesurteile
Der Vollzug der Todesstrafe, die von Militärgerichten verhängt worden war, sollte nach § 103 der ersten Fassung der Kriegsstrafverfahrensordnung (KStVO) durch Erschießen, bei Frauen grundsätzlich durch das Fallbeil vollzogen werden. Tatsächlich wurden bei Todesurteilen oftmals Oberstaatsanwaltschaften um Übernahme der Strafvollstreckung ersucht, in deren Richtstätten eine Enthauptung vorgenommen wurde. Ab Ende 1942 wurden erstmals kriegsgerichtlich verurteilte Militärpersonen durch Hängen getötet.
Die Liste von im Deutschen Reich hingerichteten Personen nennt zahlreiche wegen Wehrkraftzersetzung Hingerichtete.

## Aufhebung der Unrechtsurteile
Im Gesetz zur Aufhebung nationalsozialistischer Unrechtsurteile in der Strafrechtspflege (NS-AufhG) vom 25. August 1998 (BGBl I, S. 2501) wird Bezug auf die Kriegssonderstrafrechtsverordnung genommen. Als „verurteilende strafgerichtliche Entscheidungen, die unter Verstoß gegen elementare Gedanken der Gerechtigkeit“ ergangen sind, wurden somit alle Urteile wegen „Zersetzung der Wehrkraft“ pauschal aufgehoben. Individuelle Entschädigungsansprüche sind mit der Aufhebung der Unrechtsurteile nicht verbunden.

## Verwendung in der Bundesrepublik Deutschland
In der Bundesrepublik Deutschland wird die Verfolgung gleichartiger Straftaten gegen die Bundeswehr nun im §§ 109–109k des deutschen Strafgesetzbuches unter dem neuen Namen „Straftaten gegen die Landesverteidigung“ geregelt. Besonders zu beachten ist sowohl § 109d StGB („Störpropaganda gegen die Bundeswehr“), welcher unwahre Behauptungen, die die Operationen der Bundeswehr behindern, bestraft, als auch § 109 StGB („Wehrpflichtentziehung durch Verstümmelung“).

## Film
- Ein verborgenes Leben, Regie und Drehbuch: Terrence Malick, Deutschland/USA 2018, über den ermordeten Verweigerer Franz Jägerstätter und sein Umfeld